# 贾森·布朗 (花样滑冰运动员)
贾森·布朗（英語：Jason Brown，1994年12月15日—）生于加利福尼亚州洛杉矶，是一名美国男子花样滑冰运动员，主攻单人滑。他的父亲在一家照明公司工作，母亲则是一名电视制作人。贾森还有一个姐姐和一个弟弟，贾森在三岁半时，姐姐受邀参加滑冰派对，母亲为了确保姐姐的安全，将三个孩子都带到滑冰课上练习滑冰。
贾森高中毕业于高地公园高中。2013年，他被科罗拉多大学斯普林司分校录取。